# بيتر برودبنت
بيتر برودبنت (بالإنجليزية: Peter Broadbent)‏ هو لاعب كرة قدم بريطاني، ولد في 15 مايو 1933 في Elvington, Kent ‏ في المملكة المتحدة، وتوفي في 1 أكتوبر 2013 في Himley ‏ في المملكة المتحدة بسبب مرض آلزهايمر. شارك مع منتخب إنجلترا تحت 21 سنة لكرة القدم ومنتخب إنجلترا لكرة القدم الرديف ومنتخب إنجلترا لكرة القدم. أما مع النوادي، فقد لعب مع أستون فيلا وستوكبورت كونتي وشروزبري تاون ونادي برينتفورد ووولفرهامبتون واندررز.

## مسيرته الكروية
لعب بيتر برودبنت خلال مسيرته الاحترافية مع 5 أندية في ثلاثة وعشرون موسمًا وسجل خلالها 136 هدف ضمن 632 مباراة. حيث فاز في موسم واحد بالكأس وفي ثلاثة مواسم بالدوري.
خاض بيتر برودبنت مسيرته مع نادي وولفرهامبتون واندررز في موسم 1950–51 ليلعب معه خمسة عشر موسمًا، مشاركًا في 452 مباراة سجل خلالها 127 هدف. ثم انتقل إلى نادي شروزبري تاون في موسم 1964–65 واستمر معه طيلة ثلاثة مواسم، حيث شارك في 69 مباراة سجل خلالها 7 أهداف. لينتقل بعدها إلى نادي أستون فيلا في موسم 1966–67 واستمر معه طيلة ثلاثة مواسم، مشاركًا في 64 مباراة ولم يسجل أي هدف. ثم انتقل إلى نادي ستوكبورت كونتي في موسم 1969–70 لمدة موسم واحد، مشاركًا في 31 مباراة سجل خلالها هدفًا واحدًا.

## وصلات خارجية
- بيتر برودبنت على موقع قاعدة بيانات كرة القدم.إي يو (الإنجليزية)
- بيتر برودبنت على موقع ناشيونال فوتبول تيمز (الإنجليزية)
- بيتر برودبنت على موقع عالم كرة القدم.نت (الإنجليزية)